# Gilbert Stork
Gilbert Stork (Bruxelas, 31 de dezembro de 1921 - 21 de outubro de 2017) foi um químico orgânico belgo/estadunidense.